# Педру Емануел
Педру Емануел (порт. Pedro Emanuel, нар. 11 лютого 1975, Луанда) — португальський футболіст, що грав на позиції захисника. По завершенні ігрової кар'єри — тренер.
Найбільших досягнень здобув виступаючи за «Порту», з яким виграв низку національних трофеїв, а також став переможцем Ліги чемпіонів УЄФА, а також володарем Кубка УЄФА та Міжконтинентального кубка.

## Клубна кар'єра
Вихованець клубу «Боавішта». Втім за першу команду не виступав і у 1993 році він дебютував на професійному рівні в клубі «Марко», після чого до 1996 року виступав за інші команди нижчих дивізіонів «Оваренше» і «Пенафіел».
У 1996 році Емануел повернувся «Боавішти», вихованцем якої він був, і незабаром дебютував за клуб на професійному рівні. У сезоні 2000/01 Педру Емануел допоміг команді добитися історичної перемоги в чемпіонаті Португалії, але після відходу лідерів команди в наступному сезоні «Боавішта» не змогла повторити досягнення.
У 2002 році Педру Емануел перейшов у «Порту». У першому ж сезоні він виграв чемпіонат Португалії і завоював Кубок УЄФА. У наступному сезоні команді підкорилася Ліга чемпіонів, а в Міжконтинентальному кубку проти колумбійського «Онсе Кальдас» Педру Емануел забив вирішальний пенальті в серії, ставши останнім гравцем, який торкнувся м'яча в історії змагань, оскільки це був останній розіграш турніру. З «Порту» він ще двічі завоював Кубок і чотири рази виграв чемпіонат. Завершив професійну кар'єру футболіста виступами за команду «Порту» у 2009 році.

## Виступи за збірну
1996 року залучався до складу молодіжної збірної Португалії. На молодіжному рівні зіграв у 4 офіційних матчах.
Оскільки Педру Емануел народився в Анголі, але ніколи не виступав за національну збірну цієї країни. Він неодноразово отримував запрошення зіграти за збірну Анголи, але відповідав відмовою, в надії на те, що отримає запрошення в збірну Португалії, за молодіжну команду якої він вже був заграний. Після виходу Анголи на чемпіонат світу 2006 року в Німеччині Педру Емануел погодився зіграти за неї, але ФІФА наклала на це заборону через нове правило, ухвалене в 2004 році, по якому футболісти, заграні за молодіжні збірні, не можуть виступати за національні збірні інших країн.

## Кар'єра тренера
По завершенні ігрової кар'єри 2009 року залишився у «Порту», очоливши юнацьку команду до 17 років, з якою в першому ж сезоні виграв юнацький чемпіонат країни. Після цього у липні 2010 року увійшов до штабу нового головного тренера першої команди Андре Віллаша-Боаша. По завершенні сезону 2010/11 разом із головним тренером покинув клуб.
2011 року став головним тренером «Академіки» і тренував клуб з Коїмбри два роки. У першому ж сезоні привів команду до її першого Кубка Португалії з 1939 року, обігравши у фіналі «Спортінг» (1:0). Втім у грі за Суперкубок «Академіка» програла колишній команді Емануела «Порту» (0:1).
6 червня 2013 року Емануел очолив новачка вищого дивізіону Португалії клуб «Ароука» і два сезони рятував його від вильоту, після чого покинув клуб 25 травня 2015 року.
10 червня 2015 року Педро Емануел очолив свій перший закордонний клуб, яким став кіпрський «Аполлон». Він виграв Кубок і Суперкубок країни в своєму першому сезоні, але після погіршення результатів у другому був звільнений 11 грудня 2016 року.
8 березня 2017 року Педро Емануель повернувся до своєї країни і став головним тренером клубу «Ешторіл Прая». 21 жовтня того ж року, коли його команда опустилась на останнє місце в лізі і вилетіла з кубка від скромного «Фаренсе», він був звільнений від своїх обов'язків.
2018 року очолив тренерський штаб саудівської команди «Аль-Таавун», а частину наступного року провів в Іспанії, тренуючи «Альмерію».
Згодом у 2020–2021 роках працював в ОАЕ з командою «Аль-Айн».

## Титули і досягнення

### Як гравця
- Чемпіон Португалії (6):

«Боавішта»: 2000–01
«Порту»: 2002–03, 2003–04, 2005–06, 2007–08, 2008–09
- Володар Кубка Португалії (4):

«Боавішта»: 1996–97
«Порту»: 2002–03, 2005–06, 2008–09
- Володар Суперкубка Португалії (2):

«Порту»: 2003, 2004
- Володар Кубка УЄФА (1):

«Порту»: 2002–2003
- Переможець Ліги чемпіонів УЄФА (1):

«Порту»: 2003–2004
- Володар Міжконтинентального кубка (1):

«Порту»: 2004

### Як тренера
- Володар Кубка Португалії (1):

«Академіка»: 2011–12
- Володар Кубка Кіпру (1):

«Аполлон»: 2015–16
- Володар Суперкубка Кіпру (1):

«Аполлон»: 2016